# Duke Riley
Duke Riley est un artiste américain contemporain. Il est connu pour ses travaux autour du métier de marin et de l’histoire nautique. Il a annoncé au Village Voice avoir « toujours été intéressé par l’espace où l’eau rencontre la terre dans le paysage urbain. »,.

## Biographie
Riley obtient un BFA de peinture à l’École de design de Rhode Island, et un MFA de sculpture au Pratt Institute. Il vit dans la circonscription de Brooklyn à New York. L’un de ses premiers projets reconnus a consisté en un bar « construit entièrement d’objets ramassés ». Il annonça à un journaliste du New York Times qu’il s’était fait ainsi hors-la-loi, en vendant des boissons alcoolisées sans licence et par son intrusion sur un terrain appartenant au gouvernement fédéral.
En 2007, Riley lança une réplique du Turtle, un sous-marin de bois datant de la révolution américaine destiné à permettre aux patriots de couler la flotte britannique en attachant des mines à leurs navires. Avec deux compagnons qui l’avaient aidé à construire le sous-marin, il fut arrêté par la police de New York pour être passé à 60 mètres (200 pieds) sous le Queen Mary 2, sans autorisation, au port de Red Hook. Jesse Bushnell, l’un des hommes arrêté avec lui, était descendant de David Bushnell, l’inventeur du Turtle.
En 2009, il construisit quatre navires avec dans l’idée d’organiser une naumachie, un combat naval de gladiateurs modernes. Il intitule l’œuvre Those About to Die Salute You (« Ceux qui vont mourir te saluent »). Elle est organisée au Queens Museum of Art, sur un miroir d’eau empli pour l’occasion de 265 000 litres d’eau (70 000 gallons). Les visiteurs et les combattants étaient habillés en costume d’époque, mais les « armes » utilisées étaient des baguettes de pain et des tomates ; Artnet décrivit l’évènement comme « quelque chose entre une toge party et une bataille de nourriture dans une fraternité d'étudiants,. Les navires étaient de quatre périodes historiques, dont un modèle réduit du Queen Mary 2. Les bateaux ont été acheminés depuis quatre musées new-yorkais : le Queens Museum of Art, le Brooklyn Museum, le Bronx Museum of the Arts et le Museo del Barrio de Manhattan. Bien que les navires coulèrent rapidement, Riley confia au New York Times qu’il considérait l’œuvre d’art comme un succès puisque personne n’avait été tué, noyé, blessé ou arrêté.